# Заслужений працівник промисловості Республіки Білорусь

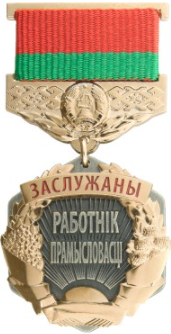

«Заслужений працівник промисловості Республіки Білорусь» — почесне звання.

## Порядок присвоєнн
Присвоєння почесних звань Республіки Білорусь здійснює Президент Республіки Білорусь. Рішення щодо присвоєння
державних нагород оформляються указами Президента Республіки Білорусь. Державні нагороди, в тому числі
почесні, звання вручає Президент Республіки Білорусь або інші службовці за його вказівкою. Присвоєння почесних
звань РБ відбувається в урочистій атмосфері. Державна нагорода РБ вручається нагородженому особисто. У випадку
присвоєння почесного звання РБ з вручення державної нагороди видається посвідчення.
Особам, удостоєнних почесних звань РБ, вручають нагрудний знак.
Почесне звання «Заслужений працівник промисловості Республіки Білорусь» присвоюється високопрофесійним
робітникам, майстрам, інженерно-технічним працівникам організацій, в тому числі науково-дослідних, проектно-конструкторських, різних галузей виробництва, працівникам органів управління виробництвом, які працюють
у промисловості п'ятнадцять і більше років, і які зробили значний внесок у вдосконалення техніки, технології і
організації виробництва, досягнення високих показників якості продукції, підвищення продуктивності праці та
ефективності виробництва.